# Hypergonar
Hypergonar es el objetivo utilizado para proyectar películas en Cinemascopio. Es desarrollado por el profesor francés Chretien Hypergonar quién descubrió la solución al problema de hallar unos objetivos deformantes, pero en un solo sentido, comprimiendo y ensanchando la imagen en un sentido horizontal, sin deformarla en sentido vertical. Este procedimiento, junto al sistema de prismas y el sistema de espejos, es uno de los principalmente empleados para producir el anamorfismo.

Lente cilíndrico planoconvexo, que conforma el Hypergonar. Vista en perspectiva.

## Funcionamiento

Lente cilíndrica bicóncavo, que conforma el objetivo Hypergonar. Vista en perspectiva.

Está constituido por dos sistemas de lentes, uno convergente formado por dos lentes fijas y otro divergente constituido por tres lentes movibles, de generatriz cilíndrica y no esférica como los demás tipos de objetivos. La distancia e entre ambos grupos de lentes, puede ser variable dentro de límites entre las distancias a que se efectúan la toma de imagen o la proyección de esta, respectivamente. El conjunto de lentes va protegido dentro de una montura que permite dicha modificación de la distancia e, manteniendo los lentes perfectamente paralelos.
El Hypergonar no exime por sí solo la utilización de un objetivo corriente o primario para enfocar en la pantalla la imagen proyectada de la película en sus mismas proporciones. A continuación y lo más cercano posible del objetivo primario es donde se intercala el Hypergonar, que duplica la imagen, en sentido horizontal, que recibe del objetivo primario. Al intercalar el Hypergonar, la imagen proyectada queda agrandada y conservando la misma altura, la superficie del rectángulo formado es el doble de la del rectángulo que da el objetivo primario.
A la hora de proyectar se debe tener centrados y enfocados, en sus respectivas posiciones, ambos objetivos, el primario y el Hypergonar.